# Moulin de Giono
Le moulin de Giono est un moulin situé à Redortiers, en France. L'écrivain Jean Giono en fit l'acquisition dans les années 1930.

## Localisation
Le moulin est situé sur la commune de Redortiers, dans le département français des Alpes-de-Haute-Provence.

## Historique
La ferme dite le « moulin de Giono » a été construite à la fin du XIXe siècle et a appartenu à Jean Giono. Elle fut le lieu des Rencontres du Contadour de 1935 à 1939. 
Un mur en pierre sèche jouxtant la maison comporte dans son épaisseur six arcades successives qui auraient servi à abriter des ruches (« le rucher de Giono »).
L'édifice est inscrit au titre des monuments historiques depuis 1996.